# Natasha Howard (Basketballspielerin)
Natasha Howard (* 2. September 1991) ist eine US-amerikanische Basketballspielerin. 

## Leben und Karriere
Vor ihrer professionellen Karriere in der WNBA spielte Howard von 2010 bis 2014 College-Basketball für die Florida State University. Sie wurde beim WNBA Draft 2014 an 5. Stelle von den Indiana Fever ausgewählt, für die sie von 2014 bis 2015 in der nordamerikanischen Basketballliga der Damen spielte. Von 2016 bis 2017 spielte Howard für die Minnesota Lynx und von 2018 bis 2020 für Seattle Storm. Seit 2021 steht sie im Kader von New York Liberty.
In der WNBA-Off-Season spielt Howard für diverse Vereine im Ausland, 2021 spielte sie beispielsweise für die russische Mannschaft Dynamo Kursk. 
Howard wird auf der Position des Power Forward eingesetzt. Im Jahr 2019 wurde sie mit dem WNBA Defensive Player of the Year Award als beste Verteidigerin der Liga ausgezeichnet.